# Episoder af Hannibal
Hannibal er en amerikansk thriller tv-serie udviklet af Bryan Fuller for NBC. Serien er baseret på figurer og elementer, der optræder i romanen Red Dragon af Thomas Harris. Serien består af 39 afsnit fordelt på tre sæsoner, der blev sendt fra 4. april 2013 til 27. august 2015.

## Serieoversigt
| Sæson | Sæson | Afsnit | Oprindelig sendedato | Oprindelig sendedato |
| Sæson | Sæson | Afsnit | Første sendt         | Sidst sendt          |
| ----- | ----- | ------ | -------------------- | -------------------- |
|       | 1     | 13     | 4. april 2013        | 20. juni 2013        |
|       | 2     | 13     | 28. februar 2014     | 23. maj 2014         |
|       | 3     | 13     | 4. juni 2015         | 27. august 2015      |

## Afsnit

### Sæson 1 (2013)
| Nr. i serie | Nr. i sæson | Titel          | Instruktør        | Forfatter                                                                         | Oprindelig sendedato                    | Produktion kode | Amerikanske seere (i millioner) |
| --- | ----------- | -------------- | ----------------- | --------------------------------------------------------------------------------- | --------------------------------------- | --------------- | ------------------------------- |
| 1 | 1           | "Apéritif"     | David Slade       | Bryan Fuller                                                                      | 4. april 2013                           | 101             | 4,36                            |
| FBI Special Investigator Will Graham (Hugh Dancy), der er hjemsøgt af sin evne til at leve sig ind i seriemordere og at mentalt genskabe deres forbrydelser med levende detaljer, trækkes ind i efterforskningen af en række manglende collegepiger af Special Agent Jack Crawford (Laurence Fishburne), der har særlig interesse i Grahams evne. Crawford og Graham udspørger forældrene til den nyeste manglende pige, kun for at opdage, at hendes krop er blevet returneret til hendes soveværelse. Graham tror at, det er ment som en undskyldende gestus fra morderen. Crawford, som på anbefaling af Dr. Alana Bloom (Caroline Dhavernas), henvender sig til en bemærket psykiater Dr. Hannibal Lecter (Mads Mikkelsen), som har en stor interesse i sagen og især i Graham, i hvem han fornemmer en ligesindet. En anden pige, Cassie Boyle, er fundet, monteret på kronen af et hjortehoved på en åben mark, og hendes lunger er fjernet. Dr. Lecter forbereder sig derefter et måltid med menneskelige lunger. FBIs Beverly Katz (Hettienne Park) finder stykker af metal fra et rør på tøj af den returnerede pige, som fører Graham og Dr. Lecter til en byggeplads, hvor Garrett Jacob Hobbs arbejder. Han passer Grahams profil. Dr. Lecter foretager et hemmeligt telefonopkald til Hobbs, og advarer ham om, at, "De ved det." Lecter og Graham ankommer til Hobbs hus, ligesom Hobbs dræber sin kone. Graham skyder Hobbs til døde, men ikke før Hobbs delvist skærer hans datters hals over. Senere sidder Graham og Lecter med den bevidstløse pige i hendes hospitalværelse. |             |                |                   |                                                                                   |                                         |                 |                                 |
| 2 | 2           | "Amuse-Bouche" | Michael Rymer     | Jim Danger Gray                                                                   | 11. april 2013                          | 102             | 4,38                            |
| Will Graham er med til at finde en morder, der bruger sine ofre som gødning for svampe. Tabloidblogger Freddie Lounds (Lara Jean Chorostecki) sniger rundt omkring gerningsstedet og Dr. Lecters kontor for at skrive en historie om Graham, som morderen bruger til at holde sig et skridt foran undersøgelsen. I mellemtiden diskuterer Graham og Dr. Lecter deres indbyrdes følelse af ansvar for Abigail Hobbs (Kacey Rohl). Morderen er afsløret, som at være en farmaceut, der jager diabetikere og er besat af lighederne mellem strukturerne af svampe og det menneskelige sind: Graham aflytter og skyder ham i armen, da han forsøger at kidnappe den bevidstløse Abigail Hobbs. |             |                |                   |                                                                                   |                                         |                 |                                 |
| 3 | 3           | "Potage"       | David Slade       | Historie af: David Fury Manuskript af: David Fury, Chris Brancato og Bryan Fuller | 18. april 2013                          | 105             | 3,51                            |
| Abigail Hobbs vågner op fra sin koma. Graham har en mistanke om, at Garret Jacob Hobbs, døbt "Minnesota Shrike", dræbte otte piger, men ikke pigen, som var spiddet på hjortehovedet; det fastholder han at, være en en copycat, som kantaktede Hobbs for at advare ham. Crawford har mistanke om, at Abigail på en eller anden måde var medskyldig i hendes fars drab, trods indvendinger fra Dr. Bloom, Lecter og Graham. Freddie Lounds møder broderen til den spiddet pige og afslører for ham, at Abigail Hobbs er udskrevet fra hospitalet. Lecter og Graham tager Abigail med til hendes hjem, hvor hun og hendes nabo Marissa står over for broderen til den spiddet pige, Nicholas Boyle. Den følgende dag, er Abigail taget til stedet, hvor Marissa er fundet spiddet på et hjortehoved. I hendes hus, finder Abigail de myrdede pigers hår, inde i en pude og dræber Boyle på en måde, der ifølge Lecter, ikke kan betragtes som selvforsvar. Lecter hjælper hende med at rydde op efter mordet, hvorefter Abigail indser det var Lecter, der har foretaget opkaldet til sin far. Lecter tyder på, at Abigail skal holde på sin hemmelighed, i bytte for at holde hendes mord hemmeligt. |             |                |                   |                                                                                   |                                         |                 |                                 |
| 4 | 4           | "Œuf"          | Peter Medak       | Jennifer Schuur                                                                   | 26. april 2013 (Indien) Ikke vist (USA) | 104             | N/A                             |
| To familier er myrdet, hvor familien blev myrdet sidst. Det eneste familierne har tilfælles, er at begge familier har en søn, som har været på en lister over savnede personer i cirka et år. Graham konkluderer at de savnede drenge har dræbt deres gamle familier, for knytte et stærkere bånd til deres nye familier. Graham fortsætter med sine sessioner med Dr. Lecter, og betror ham, at selvom han finder drengene, kan han ikke give dem deres familier tilbage. Han indrømmer også at have faderlige følelser overfor Abigail Hobbs, som gør ham utilpas. Lecters egen interesse i Abigail får ham til, at tjekke hende ud af hospitalet, mod Dr. Blooms ønsker, og tager hende i pleje. Han giver hende te lavet af psilocybinsvampe til at hjælpe hende med de traumatiske drømme hun har. Bloom hjælper Graham til at blive klar over, at de savnede drenge er under indflydelse af en stærk, men unavngiven moderfigur (Molly Shannon) og bruger optagelserne fra en dagligvarebutiks kamera til at spore dem til North Carolina i tide til at stoppe en anden ung dreng fra at myrde sin familie. |             |                |                   |                                                                                   |                                         |                 |                                 |
| 5 | 5           | "Coquilles"    | Guillermo Navarro | Historie af: Scott Nimerfro Manuskript af: Scott Nimerfro og Bryan Fuller         | 25. april 2013                          | 106             | 2,40                            |
| Et myrdet par er fundet i et motelværelse, stillet i bedende positur med hvor deres ryg er åben og hængt i loftet for at det ser ud som om, de har vinger. Ved hjælp af en prøve af morderens opkast, som er fundet på natbordet, opdager holdet flere medikamenter, som ofte anvendes til behandling af kræft, specielt hjernetumorer. Graham formoder, at morderen omdanner sine ofre til skytsengle, som skal våge over ham, fordi han er bange for at dø når han sover. I mellemtiden bliver Crawfords kone Bella (Gina Torres) Dr. Lecters nye patient. Hun er tilbageholdende med at fortælle sin mand, at hun har lungekræft, fordi han allerede har for meget at bekymre sig om. Graham begynder at lide af søvngængeri og fortsætter med at drømme om hjorten, der har jagtet ham siden Hobbs-sagen. Han betror sig til Dr. Lecter, at presset, når han kigger ind i morderens sind, er begyndt at nedbryde hans psyke, og Lecter forsøger at bruge dette til, at lave en kile ind mellem Graham og Crawford. Engleskaberen er sporet til en gammel gård, men har begået selvmord og har forvandlet sig til en engel. I løbet af undersøgelsen opdager Crawford årsagen til hans kones adfærd, og lover at hjælpe hende gennem hendes sygdom. |             |                |                   |                                                                                   |                                         |                 |                                 |
| 6 | 6           | "Entrée"       | Michael Rymer     | Historie af: Kai Yu Wu Manuskript af: Kai Yu Wu og Bryan Fuller                   | 2. maj 2013                             | 107             | 2,61                            |
| En sygeplejerske på Baltimore State Hospital for kriminelle sindssyge bliver brutalt myrdet af en patient, Dr. Abel Gideon (Eddie Izzard) på en måde, der minder om "Chesapeake Ripper", der ikke har begået et mord i to år, som er det samme antal år Gideon har været fængslet. Mens Graham forsøger at opdage, om Gideon virkelig er Ripper, modtager Crawford et telefonopkald, tilsyneladende fra den virkelige Ripper, der spiller en indspillet stemme, som tilhører Miriam Lass (Anna Chlumsky), en praktikant Crawford havde til en høring ved Chesapeake Ripper-sagen to år forinden, da hun pludselig forsvandt. Bloom og Crawford laver en aftale med Freddie Lounds, om at skrive en historie om Gideon, i håb om at provokere den virkelige Ripper, så han afslører sig selv. Under en middag med Bloom og Lecter, fortæller Dr. Frederick Chilton (Raúl Esparza), administratoren af Baltimore hospitalet, dem, at han havde mistanke om, at Gideon kunne være Ripper; Lecter formoder, at Chilton har plantet tanken i Gideons sind under en session, hvilket betyder, at Gideon er ikke Ripper, som han selv mener at være. Senere modtager Crawford et anden telefonopkald, som de sporer til et gammel observatorium, hvor de finder Miriams mobiltelefon i hånden på en afhugget arm. I et sidste flashback afsløres Miriams skæbne: hun besøger Dr. Lecter, for at spørge om en gammel patient, Jeremy Olmstead, som han havde været i kontakt med, da han arbejdede som en ER ledsager. Mens Lecter er undskyldningningerne selv, finder Miriam en af sine skitser af Wound Man, der netop passer til den måde, hvorpå Olmstead blev myrdet. Lecter sniger sig op på hende bagfra, og slår hende bevidstløs, og afslører sig selv, som den virkelige Chesapeake Ripper. |             |                |                   |                                                                                   |                                         |                 |                                 |
| 7 | 7           | "Sorbet"       | James Foley       | Jesse Alexander og Bryan Fuller                                                   | 9. maj 2013                             | 103             | 2,62                            |
| 8 | 8           | "Fromage"      | Tim Hunter        | Jennifer Schuur og Bryan Fuller                                                   | 16. maj 2013                            | 108             | 2,46                            |
| 9 | 9           | "Trou Normand" | Guillermo Navarro | Steve Lightfoot                                                                   | 23. maj 2013                            | 109             | 2,69                            |
| 10 | 10          | "Buffet Froid" | John Dahl         | Andy Black, Chris Brancato og Bryan Fuller                                        | 30. maj 2013                            | 110             | 2,40                            |
| 11 | 11          | "Rôti"         | Guillermo Navarro | Steve Lightfoot, Bryan Fuller og Scott Nimerfro                                   | 6. juni 2013                            | 111             | 2,36                            |
| 12 | 12          | "Relevés"      | Michael Rymer     | Chris Brancato og Bryan Fuller                                                    | 13. juni 2013                           | 112             | 2,10                            |
| 13 | 13          | "Savoureux"    | David Slade       | Steve Lightfoot, Bryan Fuller og Scott Nimerfro                                   | 20. juni 2013                           | 113             | 1,98                            |

### Sæson 2 (2014)
| Nr. i serie | Nr. i sæson | Titel        | Instrueret af   | Skrevet af                                                                                         | Original visningsdato | Produktion kode | Amerikanske seere (i millioner) |
| ----------- | ----------- | ------------ | --------------- | -------------------------------------------------------------------------------------------------- | --------------------- | --------------- | ------------------------------- |
| 14          | 1           | "Kaiseki"    | Tim Hunter      | Bryan Fuller og Steve Lightfoot                                                                    | 28. februar 2014      | 201             | 3,27                            |
| 15          | 2           | "Sakizuke"   | Tim Hunter      | Jeff Vlaming og Bryan Fuller                                                                       | 7. marts 2014         | 202             | 2,50                            |
| 16          | 3           | "Hassun"     | Peter Medak     | Jason Grote og Steve Lightfoot                                                                     | 14. marts 2014        | 203             | 2,47                            |
| 17          | 4           | "Takiawase"  | David Semel     | Scott Nimerfro og Bryan Fuller                                                                     | 21. marts 2014        | 204             | 2,69                            |
| 18          | 5           | "Mukōzuke"   | Michael Rymer   | Ayanna A. Floyd, Steve Lightfoot og Bryan Fuller                                                   | 28. marts 2014        | 205             | 3,49                            |
| 19          | 6           | "Futamono"   | Tim Hunter      | Historie af: Andy Black Manuskript af: Andy Black, Bryan Fuller, Scott Nimerfro og Steve Lightfoot | 4. april 2014         | 206             | 2,18                            |
| 20          | 7           | "Yakimono"   | Michael Rymer   | Steve Lightfoot og Bryan Fuller                                                                    | 11. april 2014        | 207             | 2,25                            |
| 21          | 8           | "Su-zakana"  | Vincenzo Natali | Scott Nimerfro, Bryan Fuller og Steve Lightfoot                                                    | 18. april 2014        | 208             | 2,80                            |
| 22          | 9           | "Shiizakana" | Michael Rymer   | Jeff Vlaming og Bryan Fuller                                                                       | 25. april 2014        | 209             | 2,45                            |
| 23          | 10          | "Naka-Choko" | Vincenzo Natali | Historie af: Steve Lightfoot og Kai Yu Wu Manuskript af: Steve Lightfoot                           | 2. maj 2014           | 210             | 2,28                            |
| 24          | 11          | "Kō No Mono" | David Slade     | Jeff Vlaming, Andy Black og Bryan Fuller                                                           | 9. maj 2014           | 211             | 1,95                            |
| 25          | 12          | "Tome-wan"   | Michael Rymer   | Chris Brancato, Bryan Fuller og Scott Nimerfro                                                     | 16. maj 2014          | 212             | 2,32                            |
| 26          | 13          | "Mizumono"   | David Slade     | Steve Lightfoot og Bryan Fuller                                                                    | 23. maj 2014          | 213             | 2,35                            |

### Sæson 3 (2015)
Den 9. maj 2014 fornyede NBC Hannibal med en tredje sæson. Optagelserne til sæsonen begyndte den 20. oktober 2014 i Toronto, Ontario, Canada.
| Nr. i serie | Nr. i sæson | Titel                                   | Instrueret af     | Skrevet af                                                    | Original visningsdato                          | Produktion kode | Amerikanske seere (i millioner) |
| ----------- | ----------- | --------------------------------------- | ----------------- | ------------------------------------------------------------- | ---------------------------------------------- | --------------- | ------------------------------- |
| 27          | 1           | "Antipasto"                             | Vincenzo Natali   | Bryan Fuller og Steve Lightfoot                               | 4. juni 2015                                   | 301             | 2,57                            |
| 28          | 2           | "Primavera"                             | Vincenzo Natali   | Jeff Vlaming og Bryan Fuller                                  | 11. juni 2015                                  | 302             | 1,66                            |
| 29          | 3           | "Secondo"                               | Vincenzo Natali   | Angelina Burnett, Bryan Fuller og Steve Lightfoot             | 18. juni 2015                                  | 303             | 1,69                            |
| 30          | 4           | "Aperitivo"                             | Marc Jobst        | Nick Antosca, Bryan Fuller og Steve Lightfoot                 | 25. juni 2015                                  | 304             | 1,46                            |
| 31          | 5           | "Contorno"                              | Guillermo Navarro | Tom de Ville, Bryan Fuller og Steve Lightfoot                 | 2. juli 2015                                   | 305             | 1,23                            |
| 32          | 6           | "Dolce"                                 | Vincenzo Natali   | Don Mancini, Bryan Fuller og Steve Lightfoot                  | 9. juli 2015                                   | 306             | 1.38                            |
| 33          | 7           | "Digestivo"                             | Adam Kane         | Steve Lightfoot og Bryan Fuller                               |                                                | 307             | 0,97                            |
| 34          | 8           | "The Great Red Dragon"                  | Neil Marshall     | Nick Antosca, Steve Lightfoot og Bryan Fuller                 | 23. juli 2015 (Canada) 25. juli 2015 (USA)     | 308             | 0,96                            |
| 35          | 9           | "...And the Woman Clothed with the Sun" | John Dahl         | Jeff Vlaming, Helen Shang, Bryan Fuller og Steve Lightfoot    | 30. juli 2015 (Canada) 1. august 2015 (USA)    | 309             | 1,02                            |
| 36          | 10          | "...And the Woman Clothed in Sun"       | Guillermo Navarro | Don Mancini og Bryan Fuller                                   | 6. august 2015 (Canada) 8. august 2015 (USA)   | 310             | 1,01                            |
| 37          | 11          | "...And the Beast from the Sea"         | Michael Rymer     | Steve Lightfoot og Bryan Fuller                               | 13. august 2015 (Canada) 15. august 2015 (USA) | 311             | 1,03                            |
| 38          | 12          | "The Number of the Beast Is 666"        | Guillermo Navarro | Jeff Vlaming, Angela Lamanna, Bryan Fuller og Steve Lightfoot | 20. august 2015 (Canada) 22. august 2015 (USA) | 312             | 0,79                            |
| 39          | 13          | "The Wrath of the Lamb"                 | Michael Rymer     | Bryan Fuller, Steve Lightfoot og Nick Antosca                 | 27. august 2015 (Canada) 29. august 2015 (USA) | 313             | 1,24                            |